# David Talbot Rice
David Talbot Rice (* 11. Juli 1903 in Rugby, Warwickshire; † 12. März 1972 in Cheltenham) war ein britischer Kunsthistoriker und Byzantinist.

## Leben
Talbot Rice wuchs in Gloucestershire auf (sein Vater Henry Charles Talbot-Rice (1862–1931) hatte dort ein Gut), ging in Eton zur Schule und studierte an der Universität Oxford (Christ Church College) Archäologie und Anthropologie. Er gehörte zum Kreis um Evelyn Waugh (dargestellt in dessen Wiedersehen mit Brideshead) und traf dort auch seine spätere Frau Tamara. 1925 nahm er an den Ausgrabungen des Oxford Field Museum in Kiš im Irak teil. In den 1920er Jahren setzte er sein Studium in Paris bei Gabriel Millet am Collège de France fort und reiste nach Griechenland, auf den Balkan, nach Bulgarien und in die Türkei zu Ausgrabungen. 1927 war er an den Ausgrabungen der British Academy im Großen Palast und Hippodrom in Istanbul beteiligt. 1932 wurde er Lecturer am neu gegründeten Courtauld Institute of Art der Universität London. 1934 wurde er Professor an der Universität Edinburgh (Watson Gordon Chair of Fine Art), wo er bis zu seinem Tod blieb.
Im Zweiten Weltkrieg leitete er die Abteilung Naher Osten im Militärgeheimdienst (MI3b), die auch für den Balkan verantwortlich war (aber nicht die Sowjetunion). 1943 wechselte er zum Intelligence Corps und war zuletzt Major.
1957 bis 1962 war er an der Freilegung und Restaurierung der Wandfresken der Hagia Sophia (Trapezunt) beteiligt, worüber er ein Buch schrieb. Die Kirche hatte er erstmals 1928 besucht.
In Edinburgh bemühte er sich um eine Verbindung von Kunstgeschichte und Bildender Kunst und führte einen gemeinsamen Studiengang ein. Die Talbot Rice Gallery an der Universität ist nach ihm benannt, wurde aber erst nach seinem Tod eingerichtet.
Talbot Rice war Commander of the Order of the British Empire.
Er war seit 1927 mit der ursprünglich aus Russland stammenden Tamara Talbot Rice (1904–1993) verheiratet, die mit ihm auf kunsthistorischem Gebiet zusammenarbeitete.

## Schriften
- mit Robert Byron The Birth of Western Painting: a History of Colour, Form, and Iconography Illustrated from the Paintings of Mistra and Mount Athos, of Giotto and Duccio, and of El Greco. London, Routledge, 1930.
- Byzantine Art. Oxford, Clarendon Press, 1935, Penguin 1968
- mit Gabriel Millet Byzantine Painting at Trebizond. London, Allen & Unwin, 1936.
- The church of Hagia Sophia at Trebizond, Edinburgh University Press 1968
- Russian Icons. Penguin Books, London and New York 1947 (King Penguin Book 33)
- English Art, 871-1100. Clarendon Press, Oxford 1952.
- The Beginnings of Christian Art. London, Hodder and Stoughton, 1957.
- The Art of Byzantium. London, Thames and Hudson, 1959.
- Byzantine Icons. London, Faber and Faber, 1959.
- Constantinople: Byzantium - Istanbul. London: Elek Books, 1965.
- Dark Ages: the Making of European Civilization. London, Thames and Hudson, 1965.
- The Dawn of European Civilization: The Dark Ages, New York: McGraw Hill 1966
- Byzantine Painting: the Last Phase. New York, Dial Press, 1968.
- mit Tamara Talbot Rice The Icons of Cyprus, Allen and Unwin 1937
- mit Tamara Talbot Rice Icons and their Dating: a Comprehensive Study of their Chronology and Provenance, London : Thames and Hudson, 1974
- mit Tamara Talbot Rice Icons and their History, Woodstock (New York): Overlook Press 1974
- mit Tamara Talbot Rice: Icons: the Natasha Allen Collection. Dublin: National Gallery of Ireland, 1968
- mit Tamara Talbot Rice, Tancred Borenius Russian Art, London 1935 (Ausstellungskatalog)
- Yugoslavia: Mediaeval Frescoes, Greenwich (Connecticut): New York Graphic Society, 1955

Mit seiner Frau gab er 1932 Caravan Cities von Michael Rostovtzeff heraus und er bearbeitete die 2. Auflage von William R. Lethaby Medieval Art, from the Peace of the Church to the Eve of the Renaissance, 312-1350 (New York: Nelson, 1949).